# MS Insignia
Le MS Insignia est un navire de croisière de classe R exploité depuis 2012 par l'opérateur Hapag-Lloyd. Il est construit aux Chantiers de l'Atlantique de Saint-Nazaire (Alstom Marine). à partir de 2012, il est affrété par Hapag-Lloyd Cruises sous le nom Columbus 2.

## Histoire
Il est construit pour la société Renaissance Cruises sous le nom de R-One en 1998.
Après la faillite de cet opérateur, il est racheté fin 2001 par un opérateur allemand Cruiseinvest.

En 2003 il entre en service à Oceania Cruises sous le nom de Regatta. Il est  acquis par cette société la même année et est baptisé MS Insignia.
Depuis mars 2012, le navire est affrété par Hapag-Lloyd Cruises sous le nom Columbus 2. Il restera chez HL-Cruises pendant deux ans avant de retourner chez Oceania Cruises.